# Robert Beltran

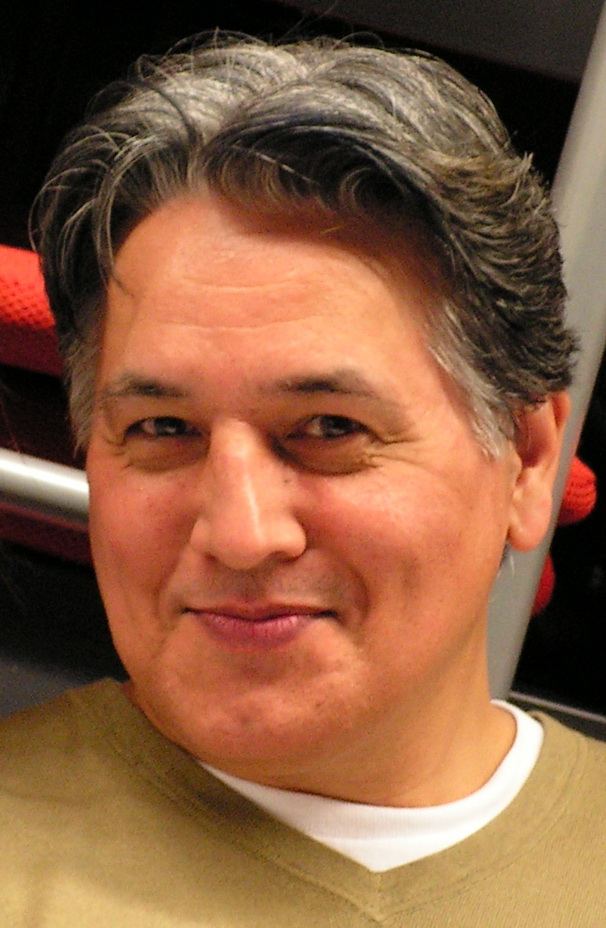

Robert Beltran (Bakersfield, Califórnia, 19 de novembro de 1953) é um ator norte-americano, cujo papel de maior destaque foi o do comandante Chakotay, na telessérie Star Trek: Voyager.